# Балабан (скала)
Балабан — гора со скалами на Среднем Урале в к югу от города Дегтярска в Свердловской области России. 

## Географическое положение
Гора Балабан в хребте Ревдинский расположена на территории муниципального образования «Полевской городской округ», в 14,5 километрах к северу от высшей вершины горы Азов. Гора высотой в 535,1 метра полностью покрыта лесом, встречаются скальные выходы.

## История горы
Топоним балабан с тюркского – жеребец, с русского – охотничий сокол; балбес, неотесанный человек, бараний лоб. Возможно, в старину здесь гнездились балабаны (охотничьи соколы), или название пошло из-за скалы, напоминающей сокола. По версии краеведа А.К. Матвеева «балабан» может означать и как «большой», «огромный», «крупный» — скала имеет очень большие размеры.

## Описание
Представляет собой невысокую пологую гору, покрытую лесом с глыбовыми скалами на вершине. Там же на вершине стоит старая деревянная вышка, сейчас она в плохом состоянии, лестницы на неё нет. Склоны лесистые, покрыты густым смешанным лесом, но есть небольшие постепенно зарастающие поляны на местах старых вырубок. Гора вытянута в северном направлении. Все склоны горы, за исключением южного, пологие; южный обрывается скалами высотой до 20 метров, длина которых около 200 м. Одна из скал выделяется от основного их массива: она похожа на замершую хищную птицу, склонившую голову вправо, и грозно глядящую на идущих внизу путников. Поблизости от горы находится исток речки Кунгурки (притока Чусовой). С горы открывается вид на многие километры. На юге хорошо видна двойная вершина горы Азов. У подножья горы сохранились остатки старых подъёмных механизмов.